# فرودگاه شهرستان اشه
فرودگاه شهرستان اشه (به انگلیسی: Ashe County Airport) یک فرودگاه همگانی است که یک باند فرود آسفالت دارد و طول باند آن ۱۳۰۹ متر است. این فرودگاه در کشور ایالات متحده آمریکا قرار دارد و در ارتفاع ۹۶۹٫۳ متری از سطح دریا واقع شده‌است.